# Pentila elfriedana
Pentila elfriedana är en fjärilsart som beskrevs av Embrik Strand 1918. Pentila elfriedana ingår i släktet Pentila och familjen juvelvingar. Inga underarter finns listade i Catalogue of Life.